# Jorge Mario Eastman Vélez
Jorge Mario Eastman Vélez (Pereira, 1936-Bogotá, 6 de abril de 2022) fue un periodista, diplomático y político colombiano.

## Biografía
Nació en Pereira estudió derecho en la Universidad Nacional de Colombia y realizó su maestría en la misma universidad y dirigió la oposición contra  Gustavo Rojas Pinilla. Su trayectoria empezó como Representante a la Cámara por el Viejo Caldas y posteriormente por el recién creado creado departamento de Risaralda.
Fue elegido como Senador de Colombia; así mismo, incursionó en la diplomacia como Embajador de Colombia en Perú entre 1971 y 1973, en Estados Unidos en 1980 y en Chile durante la presidencia de Ernesto Samper. A este último cargo renunció durante el escándalo del Proceso 8.000 en 1996. En la década de 1970 su carrera de periodista creó el semanario Consigna apoyó a Julio César Turbay a presidente de Colombia hasta su cierre en 1995.
Durante la presidencia de Misael Pastrana Borrero se desempeñó como Ministro de Trabajo entre 1970 y 1971, y como Ministro de Gobierno de Julio César Turbay Ayala entre 1981 y 1982, siendo el único ministro que ostentó poderes presidenciales. Ya retirado en la política residió sus últimos años en Bogotá, el 6 de abril de 2022 falleció tras sufrir un infarto de miocardio a causa de padecimiento de una enfermedad de años atrás. 